# فرود از صلیب

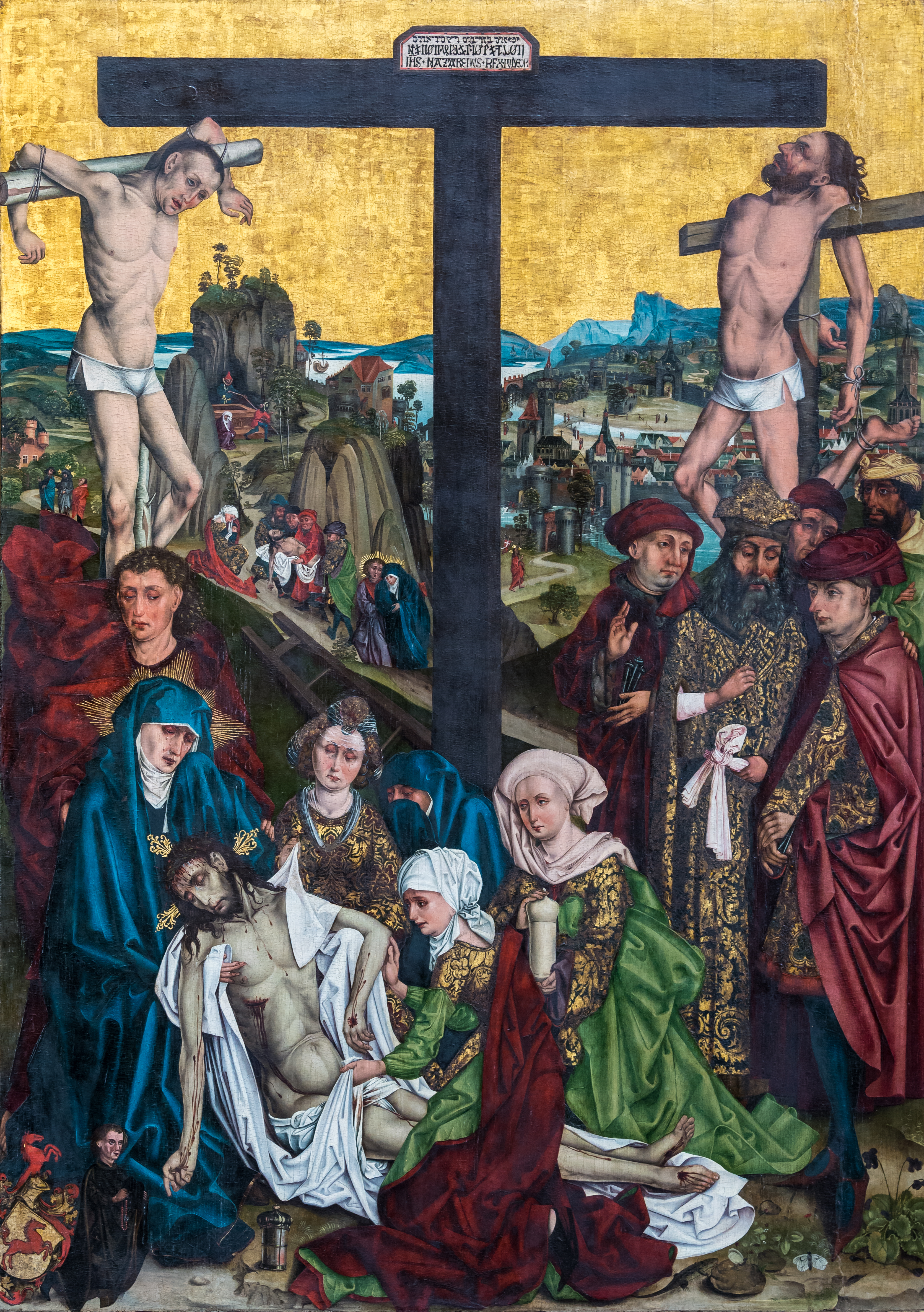
سوگواری بر پیکر مسیح، نام اثری است در ژانر هنر دینی از میکائیل ولگموت (en) به‌سال ۱۴۸۴ میلادی. اثر، سوگواری بر پیکر مسیح، دقایقی پس از فرود از صلیب را به‌تصویر کشیده‌است.

فرود از صلیب عمل پایین کشیدن عیسی پسر مریم از بالای صلیب است. بازنمایی این صحنه با حضور مریم، یوحنا قدیس و مریم مجدلیه از حدود سده هجدهم میلادی در نقاشی اروپایی اهمیت ویژه‌ای داشته‌است.

## نگارخانه

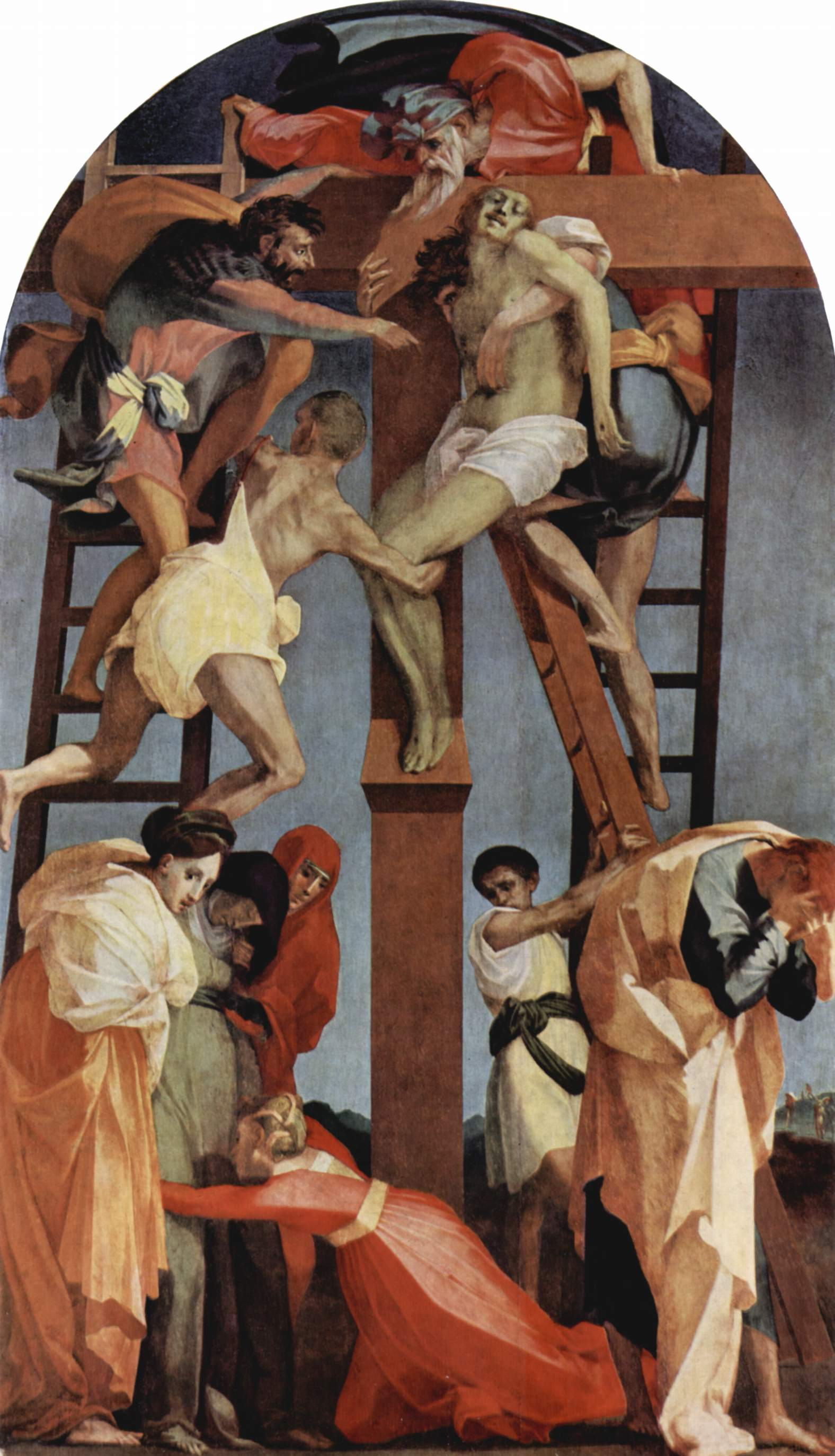
اثر روسو فیورنتینو، ۱۵۲۱ م.
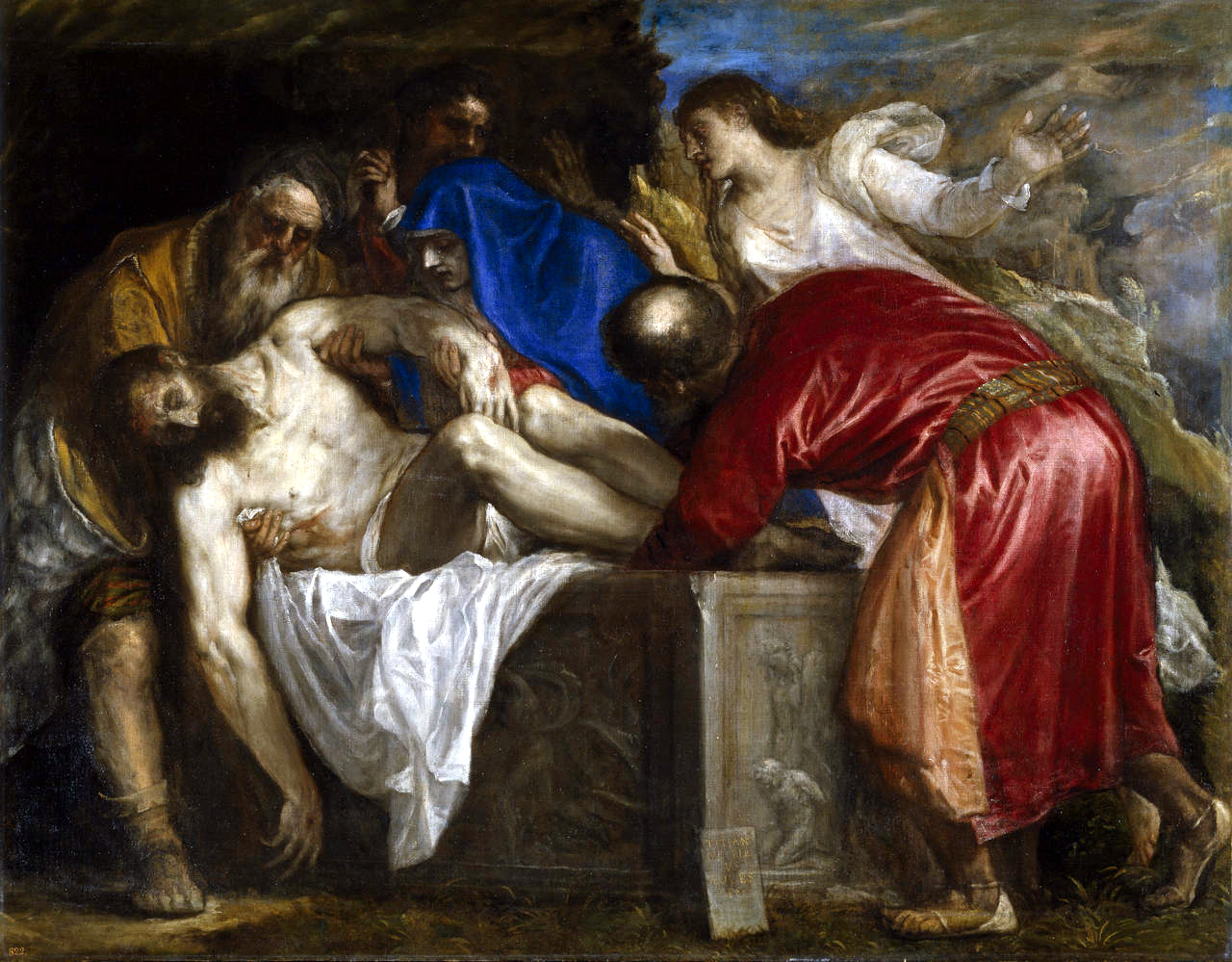
اثر تیتیان، ۱۵۵۹ م. موزه دل پرادو
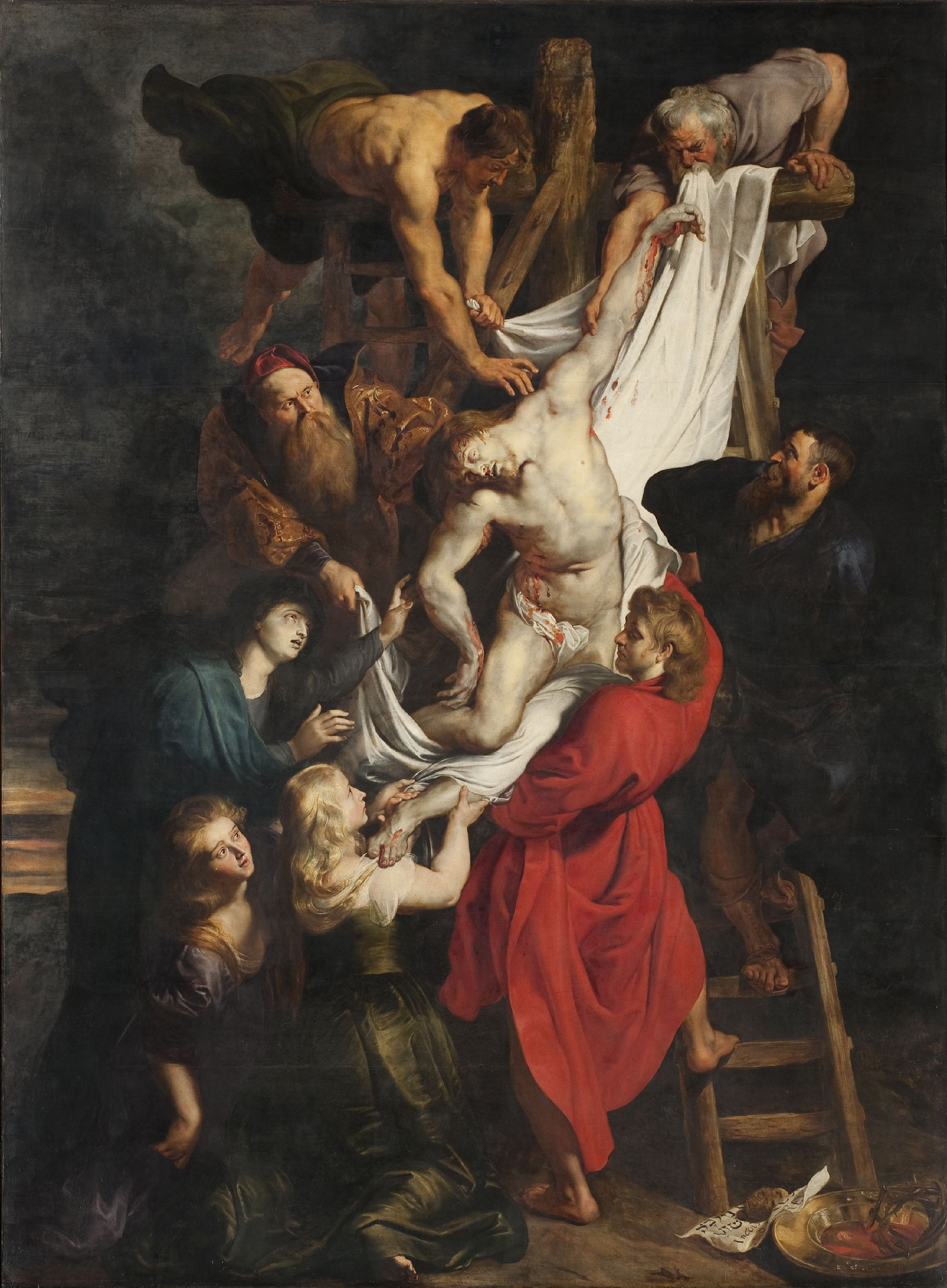
اثر پیتر پل روبنس، بین ۱۶۱۲ و ۱۶۱۴ م. کلیسای جامع بانوی ما
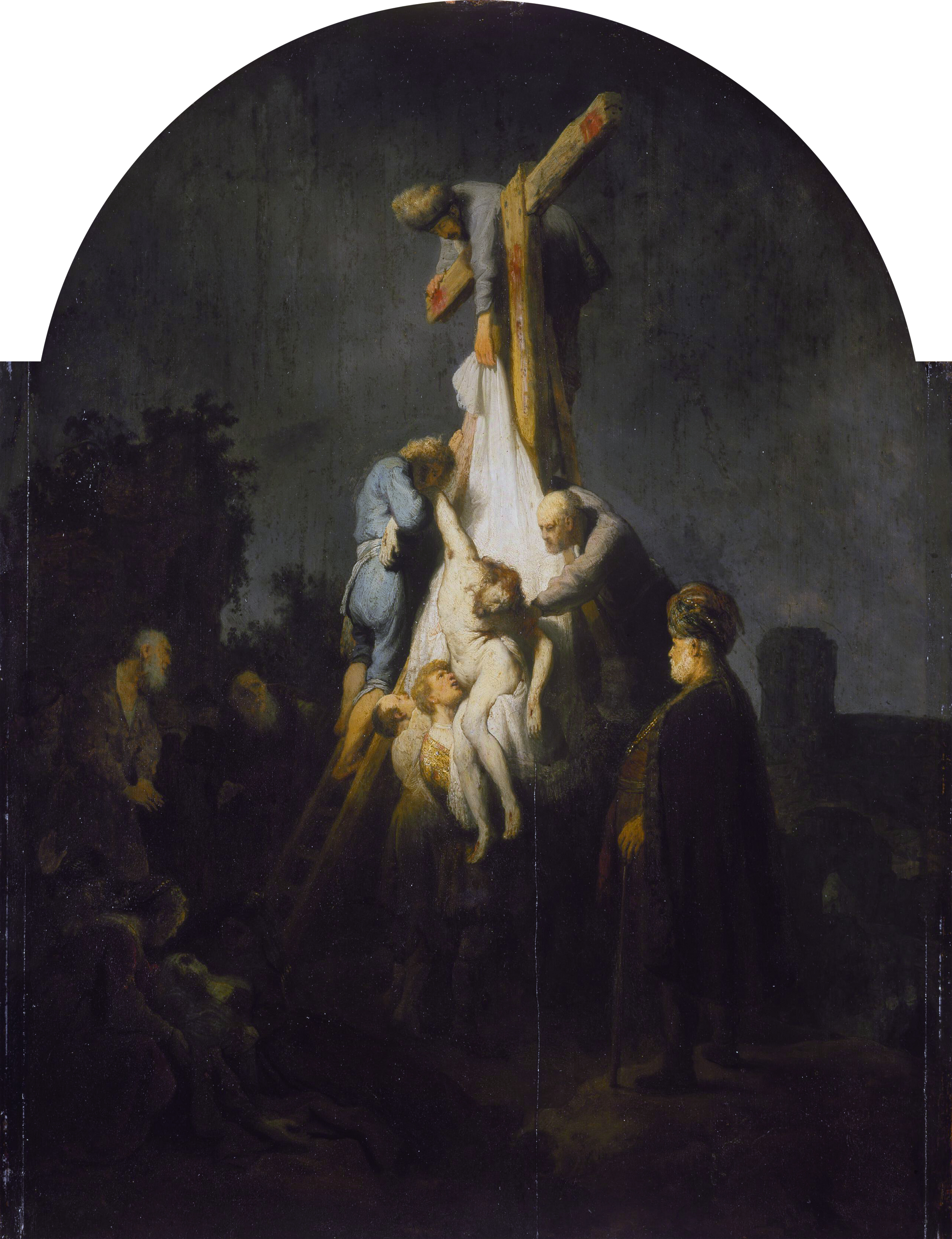
اثر رامبرانت، حوالی ۱۶۳۳ م. آلته پیناکوتک
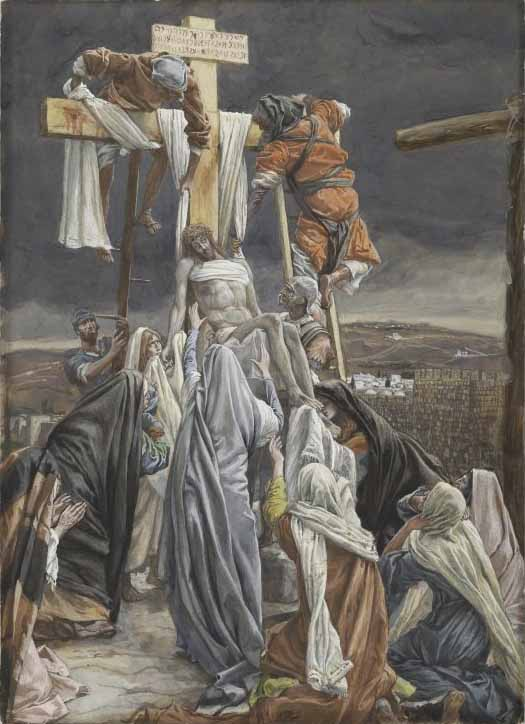
اثر جیمز تیسو، سدهٔ ۱۹ م.